# 驻柬埔寨外交机构列表

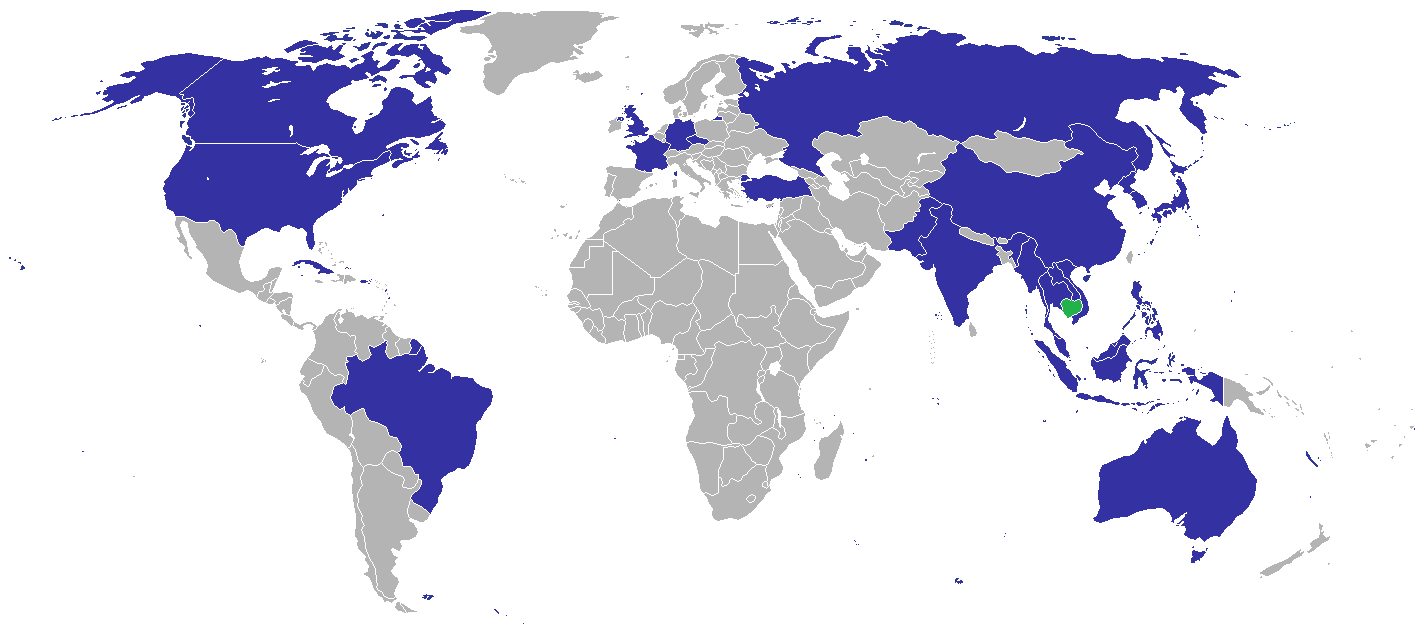
在柬埔寨设有使馆的国家地图

现在，柬埔寨的首都金边有27个大使馆，其他许多国家驻北京、河内或曼谷的大使馆兼驻柬埔寨代表机构。

## 大使馆
金边
| - 保加利亚 - 加拿大 - 中国 - 古巴 - 捷克 - 法國 - 德国 - 匈牙利（大使级代表处） - 印度 - 印度尼西亞 - 日本 | - 科威特 - 马来西亚 - 緬甸 - 巴基斯坦 - 菲律賓 - 俄羅斯 - 新加坡 - 泰國 - 东帝汶 - 土耳其 - 英国 - 美国 - 越南 |

## 领事馆
马德望
- 越南

西哈努克市
- 中国（领事办公室）[3]
- 越南

暹粒
- 中国（领事办公室）
- 日本（领事办公室）

上丁
- [4]

## 柬埔寨境外
位于泰国曼谷:
- 阿根廷
- 奥地利
- 比利时
- 巴西
- 加拿大
- 智利
- 哥伦比亚
- 丹麦
- 埃及
- 芬兰
- 希腊
- 聖座
- 以色列
- 義大利
- 馬爾地夫
- 摩洛哥
- 荷蘭
- 新西兰
- 尼泊尔
- 挪威
- 巴拿马
- 波蘭
- 葡萄牙
- 斯洛伐克
- 南非
- 馬爾他騎士團
- 西班牙
- 斯里蘭卡
- 瑞典[5]
- 阿联酋

位于中华人民共和国北京:
- 安哥拉
- 刚果共和国
- 賽普勒斯[6]
- 衣索比亞
- 冰島[7]
- 牙买加
- 利比里亚
- 利比亞
- 馬爾他
- 毛里塔尼亚
- 马达加斯加
- 纳米比亚
- 南蘇丹
- 苏里南
- 多哥
- 突尼西亞
- 乌干达

位于越南河内:
- 阿尔及利亚
- 亞美尼亞
- 白俄羅斯
- 伊朗
- 愛爾蘭
- 墨西哥
- 巴勒斯坦
- 羅馬尼亞
- 沙烏地阿拉伯
- 乌克兰
- 委內瑞拉

位于马来西亚吉隆坡:
- 模里西斯[8]
- 秘魯
- 坦桑尼亚
- 乌拉圭
- 葉門
- 尚比亞
- 辛巴威

位于大韩民国首尔
- 斐济
- 巴拉圭[9][10]
- 卢旺达

位于其他城市：
- 巴林 (雅加达)
- 薩爾瓦多 (新德里)
- 马绍尔群岛 (东京都)
- 蒙古国 (万象)
- 奈及利亞 (马尼拉)
- 塞爾維亞 (雅加达)

## 资料来源
1. ↑  .   [2021-08-31]. （原始内容存档于2022-06-01）.
2. ↑  . www.information.gov.kh.   [2021-07-24]. （原始内容存档于2022-03-27）.
3. ↑  网易. .   [2021-06-09]. （原始内容存档于2021-12-12）.
4. ↑  . 柬埔寨外交部.   [2020-09-29]. （原始内容存档于2015-03-17）.
5. ↑  . Press release from Ministry for Foreign Affairs. 26 November 2020  [2022-01-28]. （原始内容存档于2022-06-19）.
6. ↑  .   [2021-08-31]. （原始内容存档于2022-07-11）.
7. ↑  . 冰島政府. 2020-09-26  [2021-08-31]. （原始内容存档于2022-06-19）.
8. ↑  . 毛里求斯外交、地区一体化和国际贸易部.   [2017-01-16]. （原始内容存档于2014-01-04）.
9. ↑  . Ministry of Foreign Affairs of Paraguay.   [18 August 2021]. （原始内容存档于2021-08-17） （西班牙语）.
10. ↑  . 巴拉圭共和國駐大韓民國大使館.   [2020-08-26]. （原始内容存档于2021-12-02）.